# Golaja sopka
Golaja sopka (rusky Голая) je menší, v současnosti neaktivní stratovulkán, nacházející se v jižní části Kamčatky, asi 10 km jižně od komplexu Asača. Masiv sopky je tvořen převážně bazalty a v jeho širším okolí se nachází několik menších struskových kuželů a štítových sopek. Doba poslední erupce není známa, ale odhaduje se na konec pleistocénu až začátek holocénu.